# Nabaganga
Nabaganga és un riu de Bengala Occidental i Bangladesh, una derivació del Matabhanga, sorgida al districte de Nadia o Nadiya i que entra després a Bangladesh; corre en direcció sud-est passant per Jhanidah, Magura, Nahata, Naldi i Lakshmipasa, i s'uneix al Madhumati, Antigament fou un riu separat que tenia naixement a Damurhuda no lluny del seu origen actual. És navegable per bots fins a dues tones en temps de pluja.